# Nowogurowski
Nowogurowski (russisch Новогуровский) ist eine Siedlung städtischen Typs in der Oblast Tula in Russland mit 3590 Einwohnern (Stand 14. Oktober 2010).

## Geographie
Der Ort liegt etwa 35 km Luftlinie nordwestlich des Oblastverwaltungszentrums Tula und 15 km östlich der Stadt Alexin am Flüsschen Potrjassowka unweit seiner Mündung in den rechten Oka-Nebenfluss Waschana.
Nowogurowski bildet als dessen einzige Ortschaft den gleichnamigen Stadtkreis.

## Geschichte
Der Ort wurde 1946 unweit des Dorfes Gurowo im Zusammenhang mit der Errichtung einer Zementfabrik gegründet; sein Name bedeutet „Neu-Gurowo“. Am 22. Februar 1966 wurde die Siedlung Perwomaiski des Rajons Alexinski eingemeindet und der Status einer Siedlung städtischen Typs verliehen.
Im Rahmen der munizipalen Verwaltungsreform in Russland wurde die Gemeinde Nowogurowski zum 1. Januar 2006 aus dem Rajon ausgegliedert und bildet seither einen eigenständigen Stadtkreis.

### Bevölkerungsentwicklung
| Jahr | Einwohner |
| ---- | --------- |
| 1970 | 3357      |
| 1979 | 3679      |
| 1989 | 4491      |
| 2002 | 3809      |
| 2010 | 3590      |

Anmerkung: Volkszählungsdaten

## Verkehr
Drei Kilometer südlich von Nowogurowski befindet sich die Station Suchodol bei Kilometer 256 der 1874 eröffneten Eisenbahnstrecke Wjasma – Kaluga – Tula – Rjaschsk.
Gut zehn Kilometer östlich der Siedlung verläuft die föderale Fernstraße M2 von Moskau nach Belgorod und zur ukrainischen Grenze Richtung Charkiw. Zum Ort führt von dort die Regionalstraße 70K-013, weiter als 70K-004 zur sechs Kilometer westlich verlaufenden 70K-003 Tula – Alexin.